# Є (місто)
Є (бірм. ရေးမြို့, монська ဍုၚ်ရေဝ်) — місто в південній частині штату Мон у М'янмі. Він є головним містом волості Е. в окрузі Молам'яйна. Місто розташоване на річці Е яка впадає в затоку Моутама, в оточення пагорбів Танінтайї на сході. Клімат – теплий, помірний. Економіка міста базується переважно на вирощуванні плодів бетеля, виробництві гуми, рибальстві та торгівлі. Є розташований на моламьяйн-тавойській залізничній лінії. Діє морський порт. Більшість населення – етнічні мони. Є центром навчання монаської мови.